# Токер, Метин
Метин Токер (1924 — 18 июля 2002) — турецкий журналист, муж дочери президента Турции Исмета Инёню.

## Биография
Родился в Стамбуле. После окончания галатасарайского лицея изучал французскую филологию в Стамбульском университете, который окончил в 1948 году. Затем изучал политологию во Франции. После возвращения в Турцию в 1955 году женился на Озден Инёню — дочери Исмета Инёню, который в 1938-40 годах занимал должность президента Турции и являлся председателем Республиканской народной партии.
Ещё будучи во Франции Метин Токер начал писать статьи для «Cumhuriyet». В 1954-68 годах Токер публиковал журнал «Акис». За опубликованные в «Акис» статьи на Метина Токера неоднократно подавали в суд. После закрытия журнала Токер вёл колонку в «Milliyet».
В 1977 году Метин Токер был назначен президентом Фахри Корутюрком членом Сената. После переворота 1980 года, в результате которого Сенат де-факто перестал существовать, Токер вернулся к журналистике.

### Смерть
Умер 18 июля 2002 года в госпитале Ибн Сина при Анкарском университете. Похоронен на кладбище Джебеджи Асри. У Метина Токера остались жена, две дочери, Гюльсун Бильгехан и Нурпери Озлен, и сын.

## Книги
Метин Токер перевёл на турецкий язык роман Ричарда Луэллина «Как зелена была моя долина».
Прочие книги, опубликованные Токером:
- Bir Diktatörün İktidar Yolu
- İsmet Paşayla On Yıl (3 volumes)
- Rus geldi Aşka, Rusun Aşkı başka
- Şeyh Sait İsyanı
- Avrupa Birşeyler Arıyor
- Dört Buhranlı Yıl
- Tek Partiden Çok Partiye
- Türkiye Üzerinde 1945 Kabusu
- Solda ve Sağda Vuruşanlar
- Orak ile Çekiç arasında kalanlar
- Not Defterinden
- İsmet Paşa’nın Son Yılları